# 合欢盆距兰
合欢盆距兰（学名：Gastrochilus rantabunensis），又名合歡松蘭，为兰科盆距兰属下的一种附生植物。莖短、葉肉質且呈橢圓形，開密集小花。

## 扩展阅读
- 維基物種上的相關：合欢盆距兰